# 臧玉洤
臧玉洤（1901年5月10日—1964年4月27日），字伯谭，男，直隶（今河北）完县人，中国神经心理学家、神经解剖学家，曾任北京医学院教授。